# Sinners cirkel

Sinners cirkel med fyra sektorer representerande kemikalier, mekanisk bearbetning, temperatur och tid.

Sinners cirkel är en modell för hur olika faktorer påverkar resultatet vid rengöring. Cirkeln består av de fyra komponenter – kemikalier, mekanisk bearbetning, temperatur, och tid – som krävs för att nå ett resultat vid rengöring av textilier, utrustning och lokaler.

## Komponenterna
De fyra komponenterna kan beskrivas som tårtbitar i en cirkel. Om en av dessa minskas måste en eller flera av de övriga ökas för att uppnå samma resultat.

### Kemikalier
Rengöringsmedlen kan delas in i:
- Alkaliska medel, som effektivt löser upp organiska ämnen
- Sura medel, som hindrar att salter lämnar rester
- Tensider, som löser olja och fett och som även ändrar ytspänningen och gör att vatten lättare tar upp smuts
- Komplexbildare, som och hindrar att kalk och mer svårlösliga salter lämnar rester
- Andra rengöringsmedel

### Mekanisk verkan
Den mekaniska rengöringen kan bestå av till exempel:
- Avblåsning med tryckluft
- Dammtorkning
- Dammsugning
- Moppning
- Tumling samt flöden av tvätt- och sköljvatten i en tvättmaskin
- Borstning med skurmaskin
- Högtrycksspolning

### Temperatur
Både löslighet och flyktighet hos smutsen ökar vid högre temperaturer.

### Tid
Om till exempel kemikalier eller värme inte kan användas eller är för milda krävs mekanisk bearbetning och tid.

## Ursprung
Cirkeln beskrevs 1959 av Dr. Herbert Sinner (1900-1988), kemist och chef för utvecklingen av tvättmedel på Henkel i Tyskland.

### Fotnoter
1. ↑  "Laboratory glassware reprocessing", sid 45.
2. ↑  "60 Years Sinner Circle: The Future of Washing and Cleaning"